# 2008年韓国蝋燭デモ

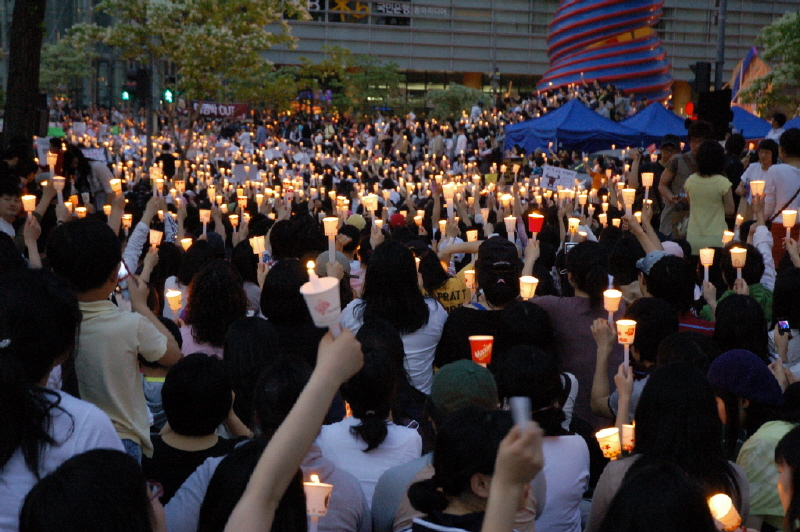
2008年5月3日、清渓広場にて行われた蝋燭デモ

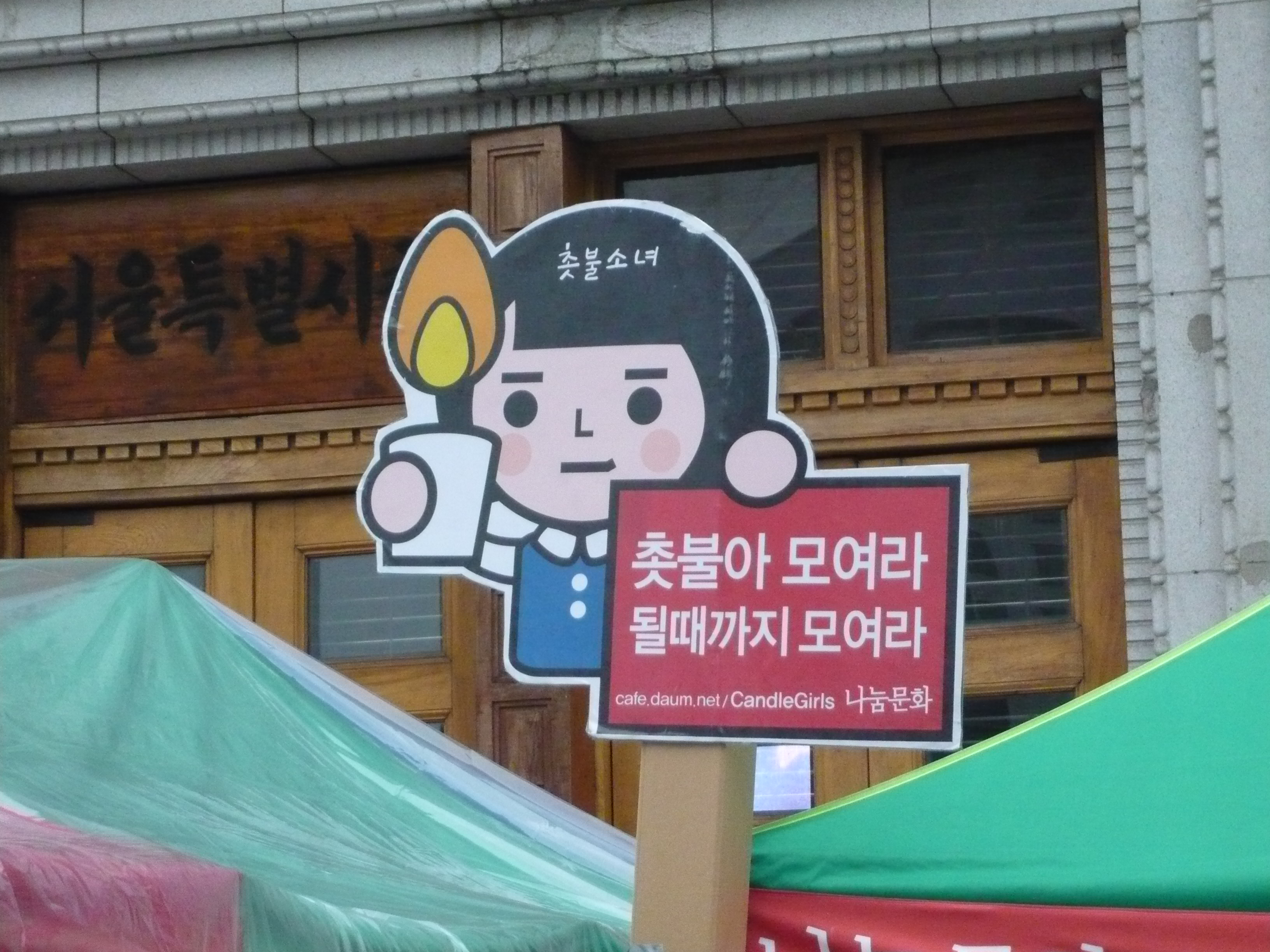
蝋燭デモを呼びかけるイラスト

2008年韓国蝋燭デモ（2008ねんかんこくろうそくデモ、朝: 2008년 대한민국의 촛불 시위）は、大韓民国（韓国）でBSE（いわゆる狂牛病）の危険性を理由に輸入禁止となっていた米国産牛肉の再開が予定されたことから、この輸入禁止継続を求め、やがて政治的に反李明博政権目的にもつながったデモである。SNSでの情報や連絡を通じて多数の人が集まり、また、きっかけの一つとなったテレビの特集番組の内容の是非が問題となっただけではなく、SNS上では出所・根拠不明の情報までが拡散、今日世界的にみられるネット上の情報によって政治運動が左右される側面が現れた。日没後に行われ、参加者は蝋燭に火を点して集まったことから「蝋燭デモ」（촛불 시위）、あるいは「BSE騒動」「狂牛病騒擾」と呼ばれる。

## 概要
約100日間デモが続いた。当初はアメリカ産牛肉の輸入反対運動として発生したものであったが、その内容は徐々に政治的運動に変わっていった。
４月ころから、一部中高生らによる小規模な学校生活に根差す集会運動が見られていた。当時、韓国経済はリーマンショックに先駆けサブプライムローン問題に端を発する世界金融危機の影響を受け、非常な経済悪化と格差拡大に悩んでいた。経済回復を公約に２月に新大統領となった李明博は、経済回復の起死回生策として米国との自由貿易協定（ＦＴＡ）交渉妥結を重視、その中でBSEの危険性を理由に禁止していた米国産牛肉の再開を4月の米韓首脳会談の直前に打ち出した。これに、米国業者の利害にために国民の安全を売り渡したとの批判が起きた。
米国産牛肉輸入制限撤廃に関連して、MBCテレビの番組である『PD手帳』は、BSEの危険性についての特集番組を流した。内容は、韓国人はBSEに体質的に弱いとする説を紹介、化粧品や生理用品にも牛脂由来の成分が含まれていて感染の危険性がある、立ち上がることが出来ずに地面にへたり込んだ牛をBSEの可能性が高い等とするものであった。（この番組については、後に李明博政権下でソウル中央地検により関係者がデマを流したとして起訴され、裁判となっている｡：後述）
５月2日、この番組の影響で集まった人々により最初の集会が開かれ、このときは300人ほどであったが、制服姿の女子中高生とみられる人物らが携帯メール等で参加を呼びかけるとたちまち１万人が集まるようになった。崇実大副教授の康元沢は、これについて「大多数が普通の市民で特定勢力が計画した集会ではない」「ネットという新しい媒体が作り出したというしかない」とした。中高生らからは、受験競争社会の韓国で授業と補習で昼・夜二食を給食で食事を選べないことから来る切実な不安が語られている。前年の韓国での牛肉の消費量は36.6万トンであったが、値段が高い韓国産牛肉は17.2万トンで、輸入肉が半分以上であった。また、韓国ではアメリカ人の食べない牛の内臓の各部位も食するため、アメリカ側が本当に安全性を配慮するのかという不安もあった。一方で、李明博政権支持の立場に立った民団は、最初のBSEデモを呼びかけたネット主宰者は、2007年の大統領選挙以前から現李明博大統領を批判しつづけてきた勢力であったと主張している。
こうした中高生、主婦らの動きに約千五百にのぼる市民団体が応じて携帯電話やインターネットメールで呼びかけ、野党各党さらに労組ばかりか往年の民主化闘争世代も合流して増えていったとされる。彼らは、1987年の民主化闘争時に多用された蝋燭デモ（蝋燭行進、蝋燭集会）と呼ばれる形をとった。これは、平和的デモの象徴として過激派の火炎瓶の代わりに蝋燭を持って集まるというものである。
初めの頃の参加者は中学生や高校生の占める割合が非常に高かったが、徐々に大学生や会社員など年齢層が多様になった。子供づれの家族も多く芸能人たちも参加するなど、一種の「文化祭」のような雰囲気を醸し出していた。同時に、当時与党のハンナラ党はもともと全斗煥政権で民衆弾圧に協力した保守系政党であったが、成功した実業家として人気の高かった李明博をリベラル派に勝てる候補として迎え、李明博自身が国民融和を掲げて大統領に当選したこともあり、当初は実力行使を避けていた。しかし、経済が改善しない中、デモも当初の輸入再開反対から朝鮮運動大運河構想・公企業民営化反対等の李明博政権批判・退陣要求へと変質していく。この背景には、改善しない経済不況とそれによる格差拡大に対する不満もあったとみられる。経済苦境からの回復を掲げながら回復兆しを見せない経済と沈静化しないデモに李明博はあせりを高めていく。
当初のテレビ番組の内容ばかりでなくネット上では、「米国産牛肉を食べると脳がスポンジになって即死する 」「親米韓国政府・韓国右派はアメリカの顔色をうかがっているために、BSE隠蔽して、米国産牛肉輸入継続している」「牛脂由来の成分が入った口紅でキスをすれば感染する」などの根拠・出所不明の流言（狂牛病怪談）が拡散されて、それに扇動された無党派の人々も相まって大きな騒ぎとなった。今日、世界各地でみられるQアノンなどのネット扇動の嚆矢といえる現象がみられた。当時、韓国ではカカオトークの開発により携帯メールが若年層を中心に一気に普及、韓国人自身らがネット先進国と自負するほど世界でも群をぬいた利用量を示した。その一方で、ネット影響を受けたデモ参加者が「政府は信用できない、ネットでこそ真実がわかる」と語る等、今や世界的にみられる「ネットでこそ真実が得られる」と同種の発言が見られた。朝鮮日報、聯合ニュース、中央日報、民団など保守系韓国メディアは、一連の騒動は韓国社会では大きな事件や事故が発生するとデマが幅を利かせ実証的な根拠に基づく事実や現実を軽んじられ、科学と理性は力を失い、妄想的な思い込みに陥った国民が突っ走ること、虚偽だと判明しても虚偽主張者らが潔く認めて謝罪しない例と主張している。
中高生らはデモに参加すれば教師らから内申書に響くぞと圧力をかけられ、デモ現場に教師ら数百人が参加阻止に来たこともあったという。一方で、李明博支持派らからは、「全教組所属教師らによって『感染の可能性は若年者ほどより高い』などのデマが広まっていたため、過半数が中高生で、中でも女子学生が多数いた」との声もある。

## デモの激化と米国との再交渉
FTA交渉を経済回復の切り札と考える政府はあせりを募らせ、当初はネットの噂を傍観していた政府もネット対応要員を増員、流言を流す者を逮捕すると威嚇・牽制したが、デモは収まりをみせなかった。午後8時以降の夜間集会は禁止されていたために午後8時になると解散警告が出されたものの、解散のための移動中である等と称して合法性がきわどい状態で続けられることもあったが、物理的衝突は避けられていた。24日、一晩中解散せずに残っていた250人余りのデモ隊が翌日午前4時ごろ解散過程で警察と衝突、37人が連行された。 26日夜明け、警察が市民と記者を暴行、メディアでもデモの激化した理由について議論が高まった。29日、デモ隊が大統領府に行こうと遮断線に設定した警察バスを突破しようとした。31日デモは過去最大規模となり、一部は大統領府近くまで行進、1日早朝まで周辺で抗議した。政府は初めて放水でこれを鎮圧にかかった。このとき、鎮圧部隊の一員が女性を引きずり倒した上で、革製の長靴でアスファルトの地面めがけて女性の頭を激しく蹴りこむ形で打ち付け、さらに横ざまに蹴ったために、女性が必死に車の下に潜り込んで逃げるという事件が起きた。この様子はネットで伝わり、市民の怒りを買い、これを機に反李明博政権運動の様相をいっそう強めた。6月1日、市庁前に2万人以上が集まり、深夜に警察が鎮圧にかかり、週末の2日間で300人以上が検挙、70人以上が負傷する事態となった。3日、韓国政府は米国政府に再交渉を要請すると発表した。一方で、参加者が常にホームビデオや携帯電話のカメラで撮影し瞬時に拡散するため、治安部隊も手荒なことは避ける面も見られたという。
首相等政府関係者らは度々BSEが米国で発見されれば再禁止すると約していたが、デモに鎮静化の動きは見られなかった。実際には当初の協定ではBSEが再発しても輸入を再禁止することが出来なかったため、再禁止することも出来るよう米国と再交渉に入らざるをえなかった。デモ隊らはBSE感染危険性の高い特定危険部位についてもEU並みの輸入禁止を求めていた。しかし、当時の米ブッシュ政権は米国内のFTA反対論を勢いづかせる可能性もあり、米国食肉業界の意向を呈して容易に応じようとしなかった。しかし結局、強硬な韓国世論を見てブッシュ政権側も譲歩することになった。日本・韓国両政府に対し米ブッシュ政権は米国産牛肉の輸入再開・継続について強硬で、輸入を再開した際に脊柱・眼球などの特定危険性部位を除くことが定められたが、結局、輸入を再開した結果として、この前後の時期、脊柱は大きいために混在していることが度々発見されている。しかし、そのたびに米国食肉業者は単なるミスとして輸入再開・継続するよう強硬に要求、ブッシュ政権は業者の言うがまま両政府に圧力をかける状態であった。また、後に米国の乳牛でBSEが発生したが、結局、このとき韓国政府は通商摩擦を招くとして輸入再禁止の公約を守らず、開封検査する量を増やすということで済ました。米国側にも、出荷前の全頭検査に自主的に応じようとする業者も出ていて、米国の消費者団体にはこれを歓迎する声も多かったのだが、食肉業界一般はコスト増を招くことから反対、米政府は全頭検査も安全性を保証せず消費者に誤解を与えるだけだとして、全頭検査を行うことを認めないとした。
韓国政府はデモに対し有効な手立てがとれず、デモ参加者が連日ソウル中心部を埋め尽くすほど激増し、最終的に2回も対国民謝罪を行う事態になった。2008年5月2日に初めて集会が開かれて以後2か月間にわたる連日、数千人から数万人が参加した。6月10日にピークを迎え、参加者は警察主張で8万人、デモ主催発表で70万人となった。7月以後も散発的に集会が続いた。韓国リベラル派にとっては狂牛病問題を利用した反李明博運動の一環となった。

## 経過

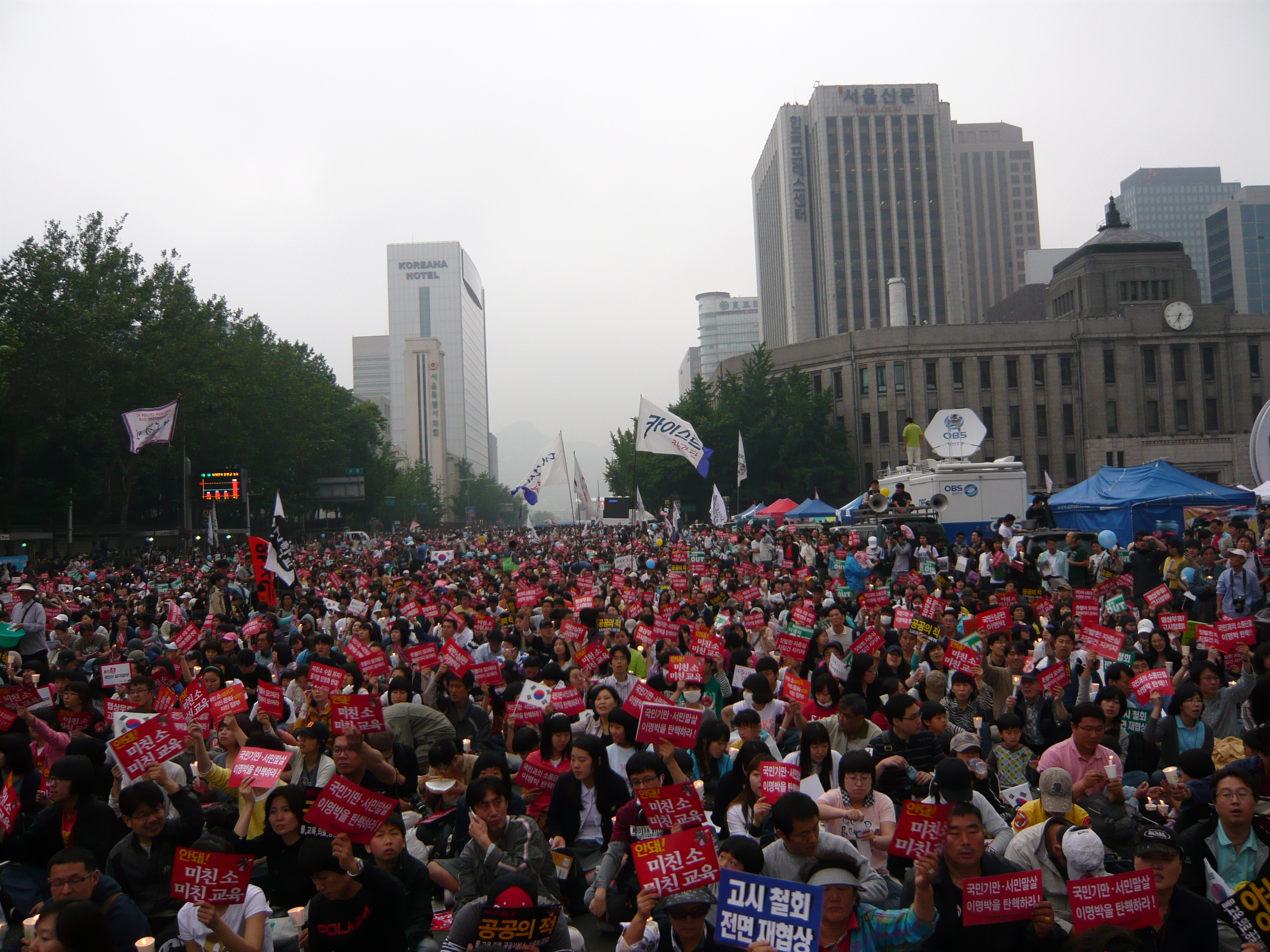
市庁前広場での蝋燭集会（2008年6月6日）

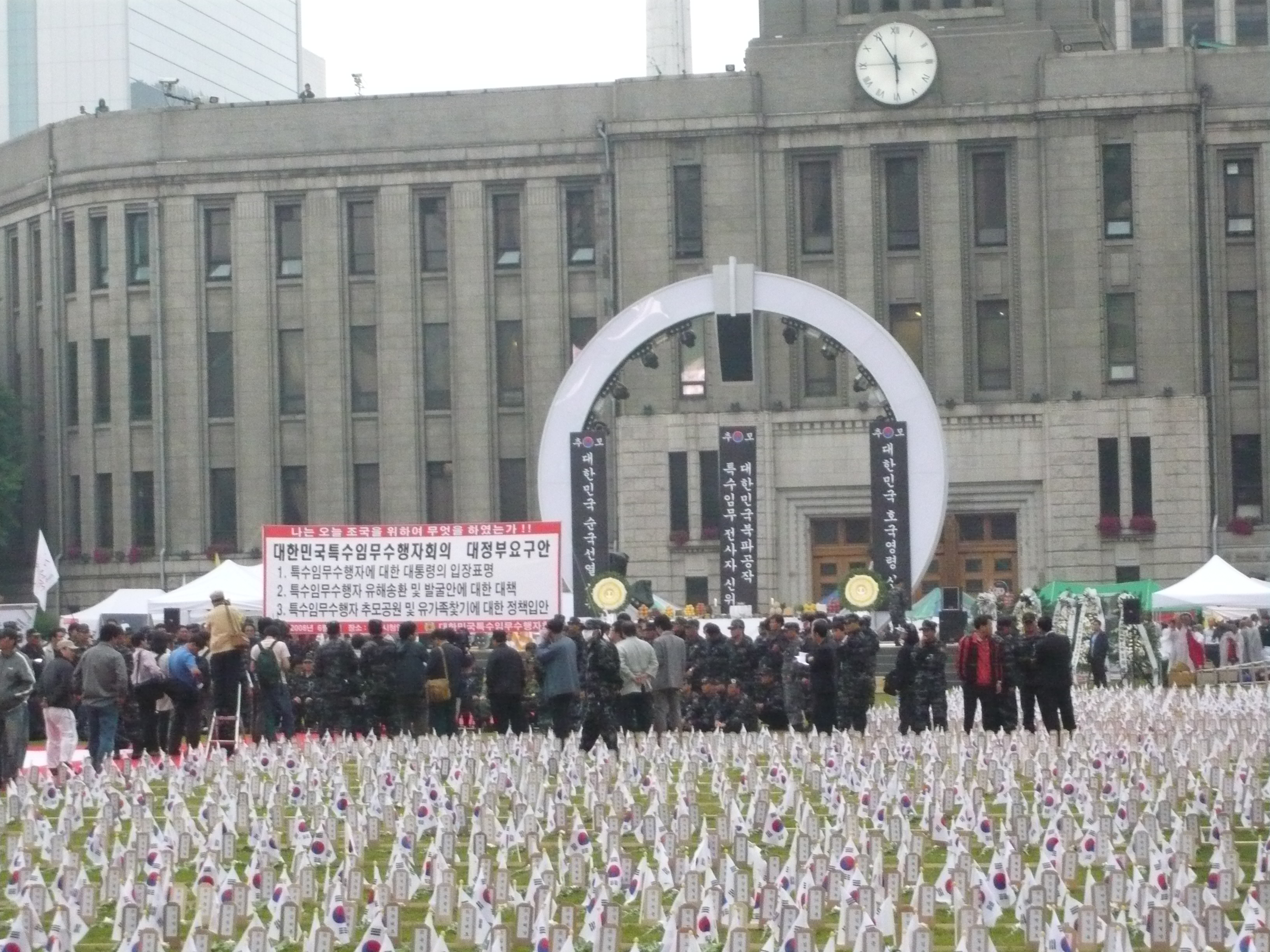
特殊任務遂行者戦友会行事

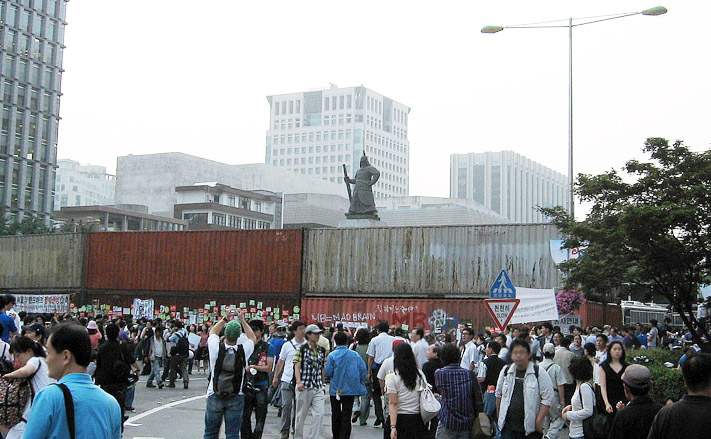
コンテナのバリケード、いわゆる「明博山城」

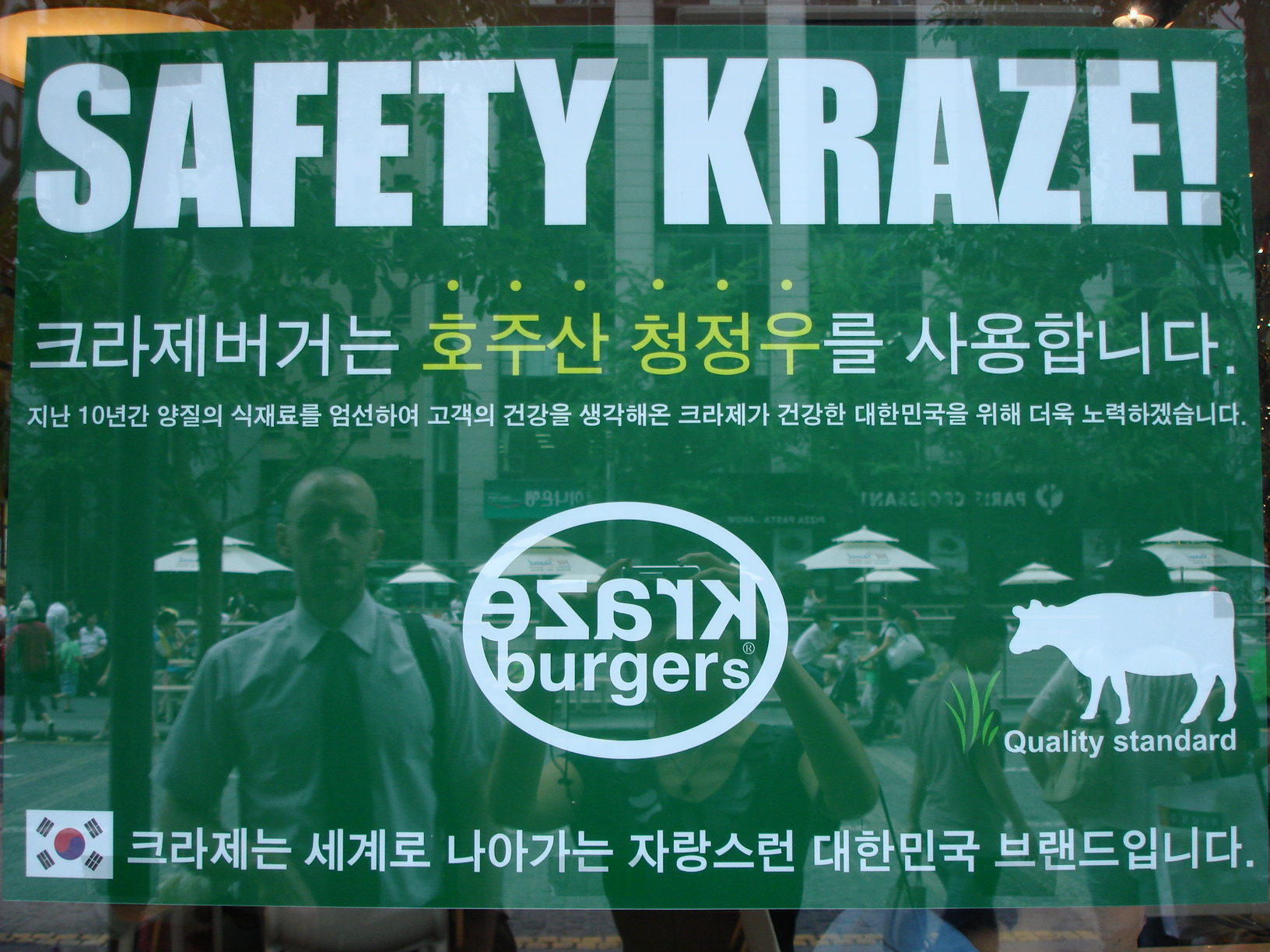
ファーストフード店の看板。アメリカ産牛肉ではなく、オーストラリア産を使用していると書かれている。

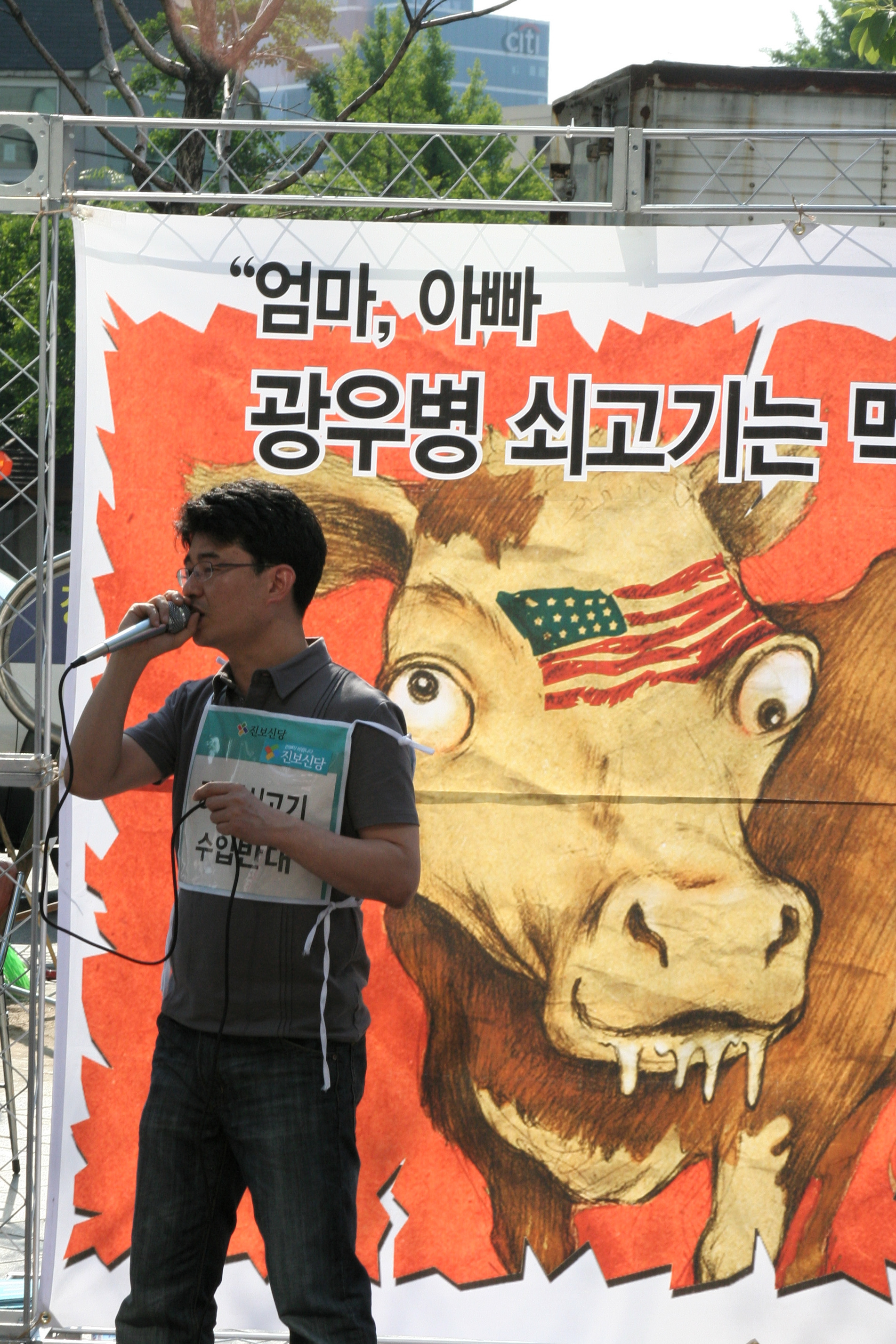
アメリカ産牛肉の輸入に抗議する韓国の若者

### 4月
- 4月29日 - MBCの番組PD手帳はBSEの危険性を強調する内容の特集番組『緊急取材！米国産牛肉、狂牛病から安全か』を放送。

### 5月
- 5月2日 - 「李明博弾劾のための汎国民運動本部」の主催の下、ソウル特別市鐘路区に位置する清渓広場一帯で初めて集会が開かれた。主催者側は警察に対して参加者は300人くらいと届け出たが、実際にはこれを大きく上回り1万人が集まった。
- 5月3日 - ソウルや各地方都市でも集会が開かれた。このころの集会は、既存の政治組織があまり介入しておらず、市民の生の意見が反映されている集会との評価を受けている。
- 5月4日 - 警察当局は、日没後のデモを禁止する法律[28] の適用を示唆し、大きな反発を買った。日没後は「文化祭」形式の蝋燭集会のみを認め、そこでシュプレヒコールを叫んだり、ピケを張ったりした場合は、違法行為として処罰するという警告を発した。
- 5月6日 - 前回の会場である清渓広場に3千名、永登浦区の汝矣島にある国会前に8千人が集まり蝋燭集会が開かれた。
- 5月7日 - 清渓広場で集会が開かれた。
- 5月9日 - 前回同様の集会が開かれた。
- 5月17日 - 清渓広場で参加者1万人以上の集会が開かれた。キム・ジャンフン、ユン・ドヒョン、李承桓などの歌手やキム・ブソンなどの芸能人も参加した。
- 5月24日 - 清渓広場での集会の後、デモ隊は遂に世宗路を占拠した。そして青瓦台に向かってデモ行進を強行し、光化門前で警察と衝突した。
- 5月25日 - 前日同様、清渓広場での集会の後、デモ行進を行い警察と衝突した。その後27日まで連日、集会とデモが行われた。この頃から批判の矛先が李明博政権自体に向けられるようになった。
- 5月29日 - ベビーカー部隊（ベビーカーに赤ちゃんを乗せたデモ隊）初登場。以後8月9日までの間に14回出動[27]。
- 5月31日 - ソウル特別市庁前広場で集会が開かれ、5万人以上が集まった。その後デモ行進に移った。ソウル地方警察庁は戦闘警察（機動隊に相当）を動員して翌日未明に強制解散させた。この月が替わった深夜に警官の女性蹴打事件が起きている。

### 6月
- 6月5日 - ソウル特別市庁前広場で6月8日までの72時間連続集会が開催された。一部の参加者はテントを張って徹夜デモを行った。6月6日は韓国の休日「顕忠日」であり、多くの人が集まった。主催者発表で20万人、警察発表5万6千人が集まった。また「大韓民国特殊任務遂行者戦友会」が同じ市庁前広場で「特殊任務戦死者合同慰霊祭」を開催したため、集会参加者との間でトラブルが起きた。
- 6月7日 - 深夜、一部のデモ隊は遂に暴徒化し、鉄パイプなどでバスを破壊したり、爆竹や可燃性スプレーに火をつけて警官隊に投げつけたりした。この過程でデモ隊・警察双方で負傷者がでた。
- 6月10日 - この日は韓国が民主化するきっかけとなった「6・10民主抗争」の日であった。そのため、21周年を祝う意味も兼ねて多くの人々が参集した。主催者側発表で50万人、警察発表でも10万人が集まった。警察では不測の事態に備えてコンテナでバリケードを築いた。参加者は「慶祝! 08年ソウルのランドマーク・明博山城」）と揶揄した。
- 6月24日 - PD手帳が4月29日に放送した「米国産牛肉、果たして牛海綿状脳症から安全なのか」における誤訳・歪曲論議と関連し、「明確に翻訳しなかったり意訳をしたりして誤解の余地を残したのは遺憾」という立場を明らかにした[29]。
- 6月30日 - この日より天主教正義具現全国司祭団は時局ミサを執り行った。そして最終日の7月6日に勝利宣言を行い、事実上終了した。

### 7月以降
7月以降のデモは、大規模な集会は行われなくなった。一部のデモ隊は「李明博政権の言論統制」に反対するために各放送局前で蝋燭デモを行った。
8月12日、虚偽報道のためにPD手帳は放送通信審議委員会から「視聴者謝罪命令」による謝罪放送を行った。
9月9日午前2時頃、鐘路区の曹渓寺前の公園にいた反李明博派グループ3人は、「韓国産牛肉は米国産牛肉よりもっと危ない」と叫ぶ、付近に住む食堂経営者に刺身包丁で切り付けられ、重軽傷を負わされた。犯人は逃亡したが、まもなく警察に逮捕された。

### 騒動終結以後
2009年6月18日、ソウル中央地検は端緒の一つとなったMBCテレビの『PD手帳』のプロデューサーら5人を事実を歪曲したとして名誉棄損や業務妨害で在宅起訴したと発表した。『PD手帳』は、翰林大の金竜善教授の「英国で発生したBSE患者と同じアミノ酸配列の遺伝子を持つものが英国では4割だが韓国では9割以上いる」とする説を紹介、また、立ち上がれずに地面にへたりこんだ牛をBSEの可能性が高いとしていた。1審では、報道の公共性・社会的意義を認め、ある程度事実的根拠があり全く根拠のない虚偽の事実に基づいて報道したものではないとして全員無罪。2審では、「ヘタリ牛をBSEの可能性が高い」とした点について映像だけでは可能性は分からないとし其の意味で虚偽と判断、また、学説に踏み込む形で韓国人の遺伝子上のかかりやすさについては虚偽と判断、これら以外の検察側主張については認めなかった。その上で、虚偽とした部分についても関係者が虚偽だと認識していたか、意図的なものだと断定するのが難しいため、刑事処罰ができないとして全員無罪とした。最高裁判決も全員無罪で確定した。
保守派色の強い中央日報（2011年当時）によれば、MBCは2008年8月12日の放送通信審議委員会の「視聴者謝罪命令」にともなう放送以後初めて、このデモにつながった過去の報道を「企画意図がいくら正当だといっても番組を支える核心争点が虚偽事実であれば、その番組は公正性と客観性はもちろん正当性も失うことになる」「2008年の米国産牛肉輸入交渉議論と狂牛病が全国民の主要関心事であった時に誤った情報を提供したことはどんな理由でも合理化することはできず、当時MBCの誤った情報が国民の正確な判断を曇らせ混乱と対立を引き起こしたという指摘も謙虚に受け止める」と謝罪したと、報じている。